# Campylocheta heteroneura
Campylocheta heteroneura är en tvåvingeart som beskrevs av Brauer och Julius Edler von Bergenstamm 1891. Campylocheta heteroneura ingår i släktet Campylocheta och familjen parasitflugor. Inga underarter finns listade i Catalogue of Life.